# سارة فرانسيس وايتنج
سارة فرانسيس وايتنج (بالإنجليزية: Sarah Frances Whiting) (و. 1847 – 1927 م) هي فيزيائية، وعالمة فلك من الولايات المتحدة الأمريكية. ولدت في وايومينغ.
توفيت عن عمر يناهز 80 عاماً.

## التعليم
تعلمت في معهد ماساتشوست للتكنولوجيا